# ویلسون گروسست
ویلسون گروسست (انگلیسی: Wilson Grosset؛ زادهٔ ۱۵ اکتبر ۱۹۸۱) بازیکن فوتبال اهل فرانسه است.